# Robert van Gulik
Robert Hans van Gulik (9. srpna 1910 – 24. září 1967) byl nizozemský sinolog, diplomat, hudebník a spisovatel, nejlépe známý jako autor detektivních příběhů o soudci Ti, jejichž hlavní postavu si vypůjčil z čínského detektivního románu z 18. století Slavné případy soudce Ti.  V Číně je uznáván jako literární vědec (úředník-učenec).

## Život
Robert van Gulik se narodil v Zuthpenu v Nizozemsku, ale od tří let vyrůstal v Indonésii, kam byl jeho otec povolán jako lékař a důstojník Nizozemské východoindické armády. Navštěvoval základní školu v Jakartě a Surabaji, kde se učilo v nizozemštině, ale sám se začal učil čínsky, malajsky a javánsky. V roce 1923 se rodina vrátila zpět do Nizozemska a Robert Hans studoval na gymnáziu v Nijmegenu. Už v té době se projevilo jeho jazykové a literární nadání. Učil se řečtinu, latinu, francouzštinu, němčinu a angličtinu, pokračoval ve studiu čínštiny. Psal básně a články do školního časopisu, vzpomínky na pobyt v Indonésii.
V letech 1929–1934 studoval Indisch Recht (právo nizozemské Indie) a Indologii (indonéskou kulturu) na Leidenské univerzitě. V roce 1935 získal doktorát na Utrechtské univerzitě za disertační práci o kultu koně v severovýchodní Asii. Během studia se zabýval také řečí Indiánů-černonožců a sestavil anglicko-černonožský slovník. Přeložil ze sanskrtu do nizozemštiny poslední dílo indického básníka Kálidásy, drama Urvaší.
Od roku 1935 působil jako nizozemský diplomat v Japonsku a Číně. I v průběhu kariéry diplomata však pokračoval ve svých studiích. Zajímal se o čínskou kulturu a její historii, stal se sběratelem vzácných tisků, svitkových obrazů, starožitností, naučil se hrát na starobylou čínskou citeru (Qin nebo též čchin). Byl také kaligrafem, v Číně je znám pod jménem Kao Lo-p'ei (čínsky :髙羅佩). 

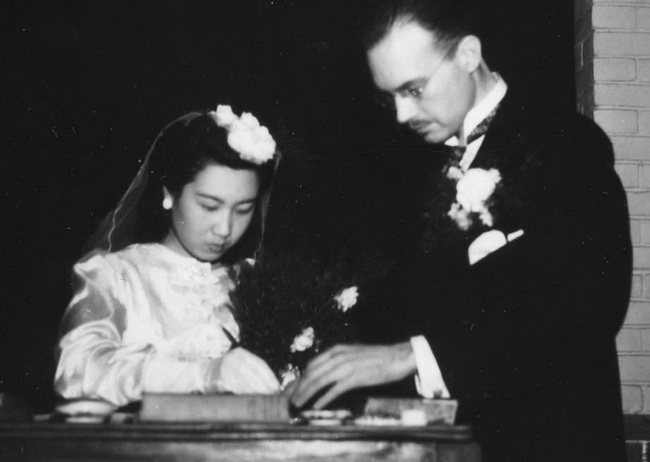
svatební fotografie (1943)

Po vstupu Japonska do války koncem roku 1941 byl s ostatními diplomaty evakuován a zbytek války strávil jako tajemník nizozemské mise v Čchung -čchingu na jihozápadě Číny. V roce 1943 se tam se oženil s Číňankou Š´- Fang Šuej ( čínština 水世芳), dcerou císařského mandarína z dynastie Qing. Měli spolu čtyři děti, tři syny a dceru. Van Gulik se stýkal s mnoha osobnostmi tradiční a moderní čínské kultury. Sbíral zkušenosti od hráčů na citeru, pořádal mnoho koncertů, kterými pomáhal získávat peníze na charitu. Maloval kopie starých čínských obrazů a kaligrafií. Studoval čínské pečetě a naučil se je i sám vyřezávat.
Po válce se Robert van Gulik vrátil do Nizozemska. Krátkou dobu pracoval na ministerstvu zahraničních věcí v Haagu a v roce 1946 byl pověřen dalšími úkoly jako rada na nizozemském velvyslanectví ve Washingtonu, kde pracoval v komisi pro Dálný Východ, která formulovala politiku vůči poraženému Japonsku. Byl vyslán do Tokia, aby jako člen nizozemské vojenské mise dohlížel na plnění závěrů komise. V té době začal vydávat své detektivní romány z čínského prostředí s hlavní postavou soudce Ti, které si získaly značnou popularitu. První příběh vyšel v čínštině roku 1950, v japonštině roku 1951, anglicky až v roce 1957. Anglické překlady svých vlastních čínských originálů sepsal van Gulik až po velkém ohlasu svých prvních příběhů. O soudci Ti napsal Robert van Gulik šestnáct románů a osm povídek.
Po krátkém působení na nizozemském velvyslanectví v Novém Dillí v Indii se v roce 1953 vrátil do Haagu, kde zastával místo ředitele sekce Afriky a Středního Východu na ministerstvu zahraničních věcí. V roce 1956 byl jmenován vyslancem v Sýrii a Libanonu, často cestoval mezi Damaškem a Bejrútem. V létě 1959 se stal velvyslancem v Malajsii. Od roku 1965 až do své smrti na rakovinu v roce 1967 pak byl nizozemským velvyslancem v Japonsku.
Robert van Gulik zemřel 24. září 1957 během svého pobytu v Haagu. Příčinou úmrtí byla rakovina plic.
Část knihovny Roberta van Gulika prodali jeho dědicové Sinologickému institutu Leidenské univerzity v roce 1977 a v roce 2016 byla umístěna v univerzitní knihovně. Osobní archiv a sbírku Roberta van Gulika darovali téže instituci jeho dědicové v letech 2022 a 2023. Rijksmuseum pak dostalo v roce 2021 darem 54 předmětů včetně unikátní sbírky čínských pečetí, 13 metrů dlouhého svitku s otisky pečetí, dvou kaligrafií a obrazu.

## Příběhy soudce Ti
Hlavní článek - viz Soudce Ti
V roce 1949 Robert van Gulik přeložil do angličtiny čínský detektivní román z 18. století Slavné případy soudce Ti a vydal jej v Tokiu. Hlavní postava tohoto románu, soudce Ti, je založena na skutečné historické postavě soudce a státníka Ti Žen-ťie, který žil na konci 7. století v období dynastie Tchang, avšak v románu se vyskytují četné anachronismy z dynastie Ming (podobné anachronismy později Gulik záměrně vkládal do svých vlastních děl).
Díky překladu tohoto zapomenutého díla se Robert van Gulik začal zajímat o čínské detektivní příběhy a rozhodl se, že zkusí sám jeden takový příběh napsat. Takto vznikl román The Chinese Bell Murders, který Robert van Gulik psal od roku 1948 do roku 1950 a ve kterém si „vypůjčil“ soudce Ti a jeho pomocníky ze Slavných případů soudce Ti. 
Van Gulikovy příběhy soudce Ti pokračují v dlouhé tradici čínských detektivních příběhů a úmyslně zachovávají řadu klíčových prvků této literární kultury. Zejména soudce Ti ve většině van Gulikových románů souběžně řeší tři různé a často na sobě nezávislé detektivní případy, jak je to ve starých čínských detektivních románech obvyklé. Otázka, kdo zločin spáchal, resp. „utajení“ odpovědi na ni před čtenářem až do samého závěru příběhu, také nestojí tolik v centru pozornosti, jako je tomu v západních detektivkách, i když přece jen více, než v tradičních detektivkách čínských. Řadu svých románů o soudci Ti van Gulik také sám ilustroval.
Na van Gulikovy příběhy soudce Ti navázali po jeho smrti francouzský spisovatel Frédéric Lenormand a čínsko-americký spisovatel Ču Siao Ti. Z inspirace van Gulikovými detektivními romány vychází také Ingrid J. Parker ve svých detektivních příbězích ze starého Japonska.
Také Vlastimil Vondruška používá podobné schéma ve svých detektivních knihách o vyšetřovateli Oldřichovi z Chlumu, i když ve zcela jiném prostředí..

## Další díla
Za svůj život napsal kolem dvaceti esejů a monografií o různých tématech, a to zejména (byť nikoli výlučně) o různých aspektech čínské kultury.  Přeložil mimo jiné  čínský text o kamenech na roztírání tuše, používaných kaligrafy při přípravě tuší, která vyšla v Tokiu roku 1938. Vydal několik monografií o  čínské loutně, svitkových obrazech, ale také o životě zenbuddhistického mistra, mnicha Tchung-Kchao ze 17. století nebo erotickém životě ve staré Číně.  Jeho posledním vědeckým dílem, které vyšlo až po jeho smrti, byla esej Gibon v Číně: Esej o čínské lidové tradici o zvířatech. Zabýval se v něm motivem  gibona na čínských kresbách a malbách lidových i význačných čínských umělců.
Za své vědecké práce byl jmenován členem Královské nizozemské akademie věd a profesorem v Kuala Lumpur.
Ve své době byl Robert van Gulik uznáván jako evropský expert na čínské císařské právo.

### Příběhy soudce Ti
- Viz Soudce Ti.

### Vybrané odborné práce
- Umění čínské loutny; esej o ideologii citery čchin (1941)
- Si Kang a jeho poetický esej o loutně (1941)
- Siddham; esej o historii sanskrtských studií v Číně a Japonsku (1956)
- Sexuální život ve staré Číně. Předběžný průzkum čínského sexu a společnosti od přibl. 1500 př. n. l. do roku 1644 n. l. (1961). (i přes svůj lechtivý název se tato kniha zabývá společenskými projevy sexu, jako jsou instituce konkubinátu a prostituce.)
- Gibbon v Číně. Esej o čínské lidové tradici o zvířatech (1967)